# Amtsbezirk Haag (Niederösterreich)
Der Amtsbezirk Haag war eine Verwaltungseinheit im Mostviertel in Niederösterreich.
Der Amtsbezirk war der Kreisbehörde in St. Pölten unterstellt und besorgte deren Amtsgeschäfte vor Ort. Die Zuständigkeit erstreckte sich neben Haag auf die damaligen Gemeinden Behamberg, Erla, Ernsthofen, Haidershofen, St. Pantaleon, Strengberg und St. Valentin.
Der Amtsbezirk umfasste dabei 8 Gemeinden mit 14.420 Einwohnern (lt. Zählung von 1851).